# Trent Wilson
Trent Wilson (Sydney, 18 november 1978) is een Australisch voormalig wielrenner.

## Belangrijkste overwinningen
2006
- 3e etappe Herald Sun Tour

## Grote rondes
| Jaar | Ronde van Italië | Ronde van Frankrijk | Ronde van Spanje |
| ---- | ---------------- | ------------------- | ---------------- |
| 2002 |                  |                     |                  |
| 2003 |                  |                     |                  |
| 2004 | 126e             |                     |                  |
| 2005 | 151e             |                     |                  |
| 2006 |                  |                     |                  |
| 2007 |                  |                     |                  |
| 2008 |                  |                     |                  |

## Ploegen
- 2001-Team Fakta (stagiair)
- 2002-iTeamNova.com
- 2003-Flanders-iTeamNova
- 2004-Colombia-Selle Italia
- 2005-Colombia-Selle Italia
- 2006-Jittery Joe's-Zero Gravity Pro Cycling Team
- 2007-Jittery Joe's Pro Cycling Team
- 2008-Jittery Joe's Pro Cycling Team